# 劳施维茨
劳施维茨是德国图林根州的一个市镇。总面积8.76平方公里，总人口225人，其中男性111人，女性114人（2011年12月31日），人口密度26人/平方公里。